# Banc de Saint-Estèphe
Le banc de Saint-Estèphe est un banc de sable, reste de l'ancienne île de Trompeloup, île fluviale aujourd'hui submergée dans l'estuaire de la Gironde. 

## Géographie

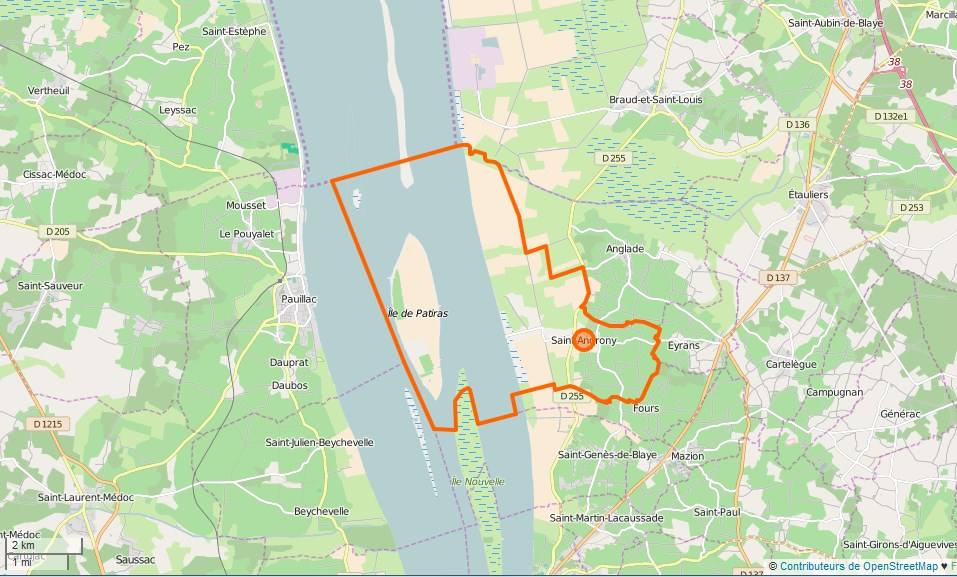
Limite communale de Saint-Androny incluant l'ancienne île de Trompeloup

L'île, située près de la rive gauche de la Gironde, s'étendant entre l'île de Patiras en amont et la centrale nucléaire du Blayais en aval, est rattachée administrativement à la commune de Saint-Androny.

## Histoire
Le 30 novembre 1901, une plate-forme métallique carrée est construite sur une tourelle cylindrique blanche de treize mètres de hauteur dans l'estuaire à l'extrémité nord du banc de Saint-Estèphe pour porter une lanterne à incandescence par le pétrole, nommée Feu de Trompeloup.
Au milieu du XXe siècle, l'île de Trompeloup forme une étendue émergée de plus d'un kilomètre de longueur sur près de 400 mètres de large. L'île s'enfonce progressivement durant plusieurs décennies jusqu'à être entièrement submergée vers la fin des années 2010. 
Le croiseur Colbert, désarmé en 1991, s'y est échoué en 2007 lors de son remorquage vers le cimetière des navires de Landévennec. 
En août 2013, un voilier de quatre mètres s'y retourne entrainant la mort de son occupant. 